# Lili Mirojnick
Lili Mirojnick (née le 9 avril 1984) est une actrice américaine habitant Los Angeles, en Californie,. Elle est surtout connue pour son rôle de Meredith McCarthy dans la série télévisée américaine Happy!.

## Biographie
Mirojnick naît à New York, fille de Barry et Ellen Mirojnick.
Après avoir fréquenté l'American Academy of Dramatic Arts de New York, Mirojnick commence sa carrière au théâtre. Au milieu des années 2000, elle fait des apparitions au cinéma, puis décroche un rôle principal en 2010 dans Kill the Habit. Entre 2011 et 2014, elle fait des apparitions dans Person of Interest, Blue Bloods et Grey's Anatomy.
À partir de 2017, Lili Mirojnick incarne la détective Meredith McCarthy dans la série Happy!.

## Filmographie

### Cinéma
| Année | Titre                    | Rôle              | Notes         |
| ----- | ------------------------ | ----------------- | ------------- |
| 2005  | Domino                   |                   | non-créditée  |
| 2008  | Cloverfield              | Lei               |               |
| 2008  | Peripheral Vision        | Cindy Johnson     |               |
| 2009  | G-Force                  |                   | non-créditée  |
| 2009  | A Brief History of Women | Heidi             | court-métrage |
| 2010  | Kill the Habit           | Galia             |               |
| 2010  | Le Plan B (film)         | femme enceinte #2 |               |
| 2011  | Psyche                   | Roslyn            | court-métrage |
| 2011  | Sexe entre amis          | Laura             |               |
| 2011  | The Levenger Tapes       | Kim               |               |
| 2012  | Born Wild                | Joey Daniels      |               |
| 2013  | Meth Head                | infirmière Hixon  |               |
| 2013  | Assassins Tale           |                   |               |
| 2015  | Superfast 8              | Jordana Sorento   |               |
| 2015  | Knotts                   | Emily             | court-métrage |
| 2018  | Waterlily Jaguar         | Scarlet           |               |

### Télévision
| Année     | Titre                        | Rôle                  | Notes                                                                              |
| --------- | ---------------------------- | --------------------- | ---------------------------------------------------------------------------------- |
| 2011      | Les Experts                  | Amber Rowe            | épisode : Man Up                                                                   |
| 2011      | Person of Interest           | Pia Moresco           | épisode : Mission Creep                                                            |
| 2011      | #nitTWITS                    | femme (as @lilypad13) | épisode : My AA Meeting                                                            |
| 2011      | Rules of Engagement          | Female Club-Goer      | épisode : Cheating                                                                 |
| 2012      | The Glades                   | Willow Dansen         | épisode : Public Enemy                                                             |
| 2012      | Blue Bloods                  | Angela Ferrara        | épisode : Domestic Disturbance                                                     |
| 2012      | Wedding Band                 | Zoe                   | épisode : I Don't Wanna Grow Up                                                    |
| 2013      | Grimm                        | Krystal Fletcher      | épisode : Natural Born Wesen                                                       |
| 2013      | Hawaii 5-0                   | Kammie Leeds          | épisode : Imi Loko Ka 'Uhane                                                       |
| 2013      | Grey's Anatomy               | Talia                 | épisode : Do You Believe in Magic                                                  |
| 2013      | My Synthesized Life          | Janelle               | épisodes : The Danger Zone et Turn the Music Off                                   |
| 2014      | Unforgettable                | Tina Forbish          | épisode : Moving On                                                                |
| 2014      | Fatrick                      | Becky                 | téléfilm                                                                           |
| 2015      | Public Morals (en)           | Bernadette Tedesco    | épisodes : A Token of Our Appreciation, Collection Day et No Crazies on the Street |
| 2016      | Elementary                   | Olga Berezhnaya       | épisode : Murder Ex Machina                                                        |
| 2016      | Swedish Dicks                | Tina                  | épisode : The Very Brief Adventures of Maintenance Guy and Plant Man               |
| 2017–2019 | Happy!                       | Meredith McCarthy     | rôle principal                                                                     |
| 2018      | The Good Fight               | Dominika Sokolov      | épisode : Day 464                                                                  |
| 2018      | Beerfest: Thirst for Victory | Melanie               | téléfilm                                                                           |
| 2019      | Elementary                   | Olga Berezhnaya       | épisode : From Russia with Drugs                                                   |

### Théâtre
| Pièce                                     | Rôle           | Mise en scène  |
| ----------------------------------------- | -------------- | -------------- |
| Landscape of the Body                     | Joanne         | Jonathan Bolt  |
| Dear Brutus                               | Margaret       | James Warwick  |
| Hot L Baltimore                           | Girl           | Jackie Bartone |
| Trust is Overrated                        | Allison        | Matthew Kemp   |
| Les Sorcières de Salem (pièce de théâtre) | Reverend Hale  | Steve Rollman  |
| Cabaret                                   | Kit Kat Dancer | Neil Nash      |